# Вечность (фильм, 2025)
«Ве́чность» (англ. Eternity) — будущий американский фильм в жанре романтической комедии, поставленный Дэвидом Фрейном по сценарию Пэта Куннана. В главных ролях: Элизабет Олсен, Майлз Теллер, Каллум Тёрнер и Давайн Джой Рэндольф.

## Сюжет
После смерти каждый человек в течение недели выбирает, где будет проводить вечность. Для Джоан, Ларри и Люка главный вопрос — с кем её проводить.

## В ролях
- Элизабет Олсен — Джоан
- Майлз Теллер — Ларри
- Каллум Тёрнер — Люк
- Давайн Джой Рэндольф — Анна
- Джон Эрли[англ.] — Райан
- Ольга Мередис[англ.] — Карен

## Создание
В 2022 году сценарий фильма «Вечность», подготовленный Пэтом Куннаном, попал в Чёрный список лучших сценариев. В марте 2024 года студия A24 утвердила Дэвида Фрейна на пост режиссёра. В то же время главные роли в картине получили Элизабет Олсен, Майлз Теллер и Каллум Тёрнер. В конце мая к составу актёров подключилась Давайн Джой Рэндольф, а в июне — Джон Эрли и Ольга Мередис.
Съёмки проходили в канадском городе Ванкувере с 24 мая по 5 июля 2024 года.

## Выход
Премьера фильма должна состояться на юбилейном 50-м Международном кинофестивале в Торонто в сентябре 2025 года, а в ноябре 2025 он должен будет выйти в театральный кинопрокат США.